# Porsche Tennis Grand Prix 2016
Il Porsche Tennis Grand Prix 2016 è stato un torneo femminile di tennis giocato sulla terra rossa indoor. È stata la 39ª edizione del torneo che fa parte della categoria Premier nell'ambito del WTA Tour 2016. Si è giocato nella Porsche Arena di Stoccarda, in Germania, dal 18 al 24 aprile 2016.

## Partecipanti

### Teste di serie
| Nazionalità | Giocatrice           | Ranking* | Testa di serie |
| ----------- | -------------------- | -------- | -------------- |
| Polonia     | Agnieszka Radwańska  | 2        | 1              |
| Germania    | Angelique Kerber     | 3        | 2              |
| Spagna      | Garbiñe Muguruza     | 4        | 3              |
| Romania     | Simona Halep         | 6        | 4              |
| Rep. Ceca   | Petra Kvitová        | 7        | 5              |
| Italia      | Roberta Vinci        | 8        | 6              |
| Spagna      | Carla Suárez Navarro | 11       | 7              |
| Rep. Ceca   | Lucie Šafářová       | 15       | 8              |

* Ranking all'11 aprile 2016.

### Altre partecipanti
Le seguenti giocatrici hanno ricevuto una Wild card:
- Anna-Lena Friedsam
- Julia Görges

Le seguenti giocatrici sono passate dalle qualificazioni:

- Louisa Chirico
- Océane Dodin
- Laura Siegemund
- Carina Witthöft

La seguente giocatrice è entrata in tabellone come lucky loser:
- Camila Giorgi

## Campionesse

### Singolare
Angelique Kerber ha sconfitto in finale  Laura Siegemund con il punteggio di 6-4, 6-0.
- È il nono titolo per la Kerber, secondo della stagione e a Stoccarda.

### Doppio
Caroline Garcia /  Kristina Mladenovic hanno sconfitto in finale  Martina Hingis /  Sania Mirza con il punteggio di 2-6, 6-1, [10-6].